# Saint-Marc (Haiti)
Saint-Marc (creolă haitiană Sen Mak) este o comună din arondismentul Saint-Marc, departamentul Artibonite, Haiti, cu o suprafață de 556,56 km2 și o populație de 242.485 locuitori (2009).